# Александър Стерьовски
Александър Стерьовски (на македонска литературна норма: Александар Стерјовски) е историк от Северна Македония, специалист по историята на северномакедонската литература и историята на Битоля.

## Биография
Роден е в 1933 година в Битоля, тогава в Кралство Югославия. Завършва и след това защитава докторска дисертация в Скопския университет. Преподава в Педагогическата академия и Педагогическия факултет на Битолския университет. Публикува трудове в областта на фолклора, етнологията, литературната история и историята на Битоля. Главен редактор е на списание „Учител“ и организатор на „Битоля през вековете“.

## Трудове
- „Последниот охридски гуслар“ (1994)
- „Македонските слепи гуслари“ (1999)
- „Печатарството и издаватвото во Битола“ (три тома, 1998-1999)
- „Битолското десеткнижие“
  - „Битола - Руската колонија“ (2003)
  - „Битола - Каријатиди на театарот“ (2004)
  - „Битола - Реката Драгор“ (2009)[1]